# Nachbarschaftsheim Steglitz
Das Nachbarschaftsheim Steglitz e. V. war eine von 1948 bis 1999 tätige Sozialeinrichtung, die sich im Berliner Ortsteil Lichterfelde des heutigen Bezirks Steglitz-Zehlendorf befand.
Das Nachbarschaftsheim war Mitglied im Verband für sozial-kulturelle Arbeit e. V., Landesgruppe Berlin, sowie im Paritätischen Wohlfahrtsverband, Landesverband Berlin. Sitz des Nachbarschaftsheims war das Gutshaus Lichterfelde, im Volksmund auch Carstenn-Schlösschen genannt. Dort war unter anderem die Verwaltung untergebracht, so wie eine Kindertagesstätte und eine Schülerbetreuung für Hortkinder.

## Geschichte
1948 von engagierten Bürgerinnen des damaligen Bezirks Steglitz als gemeinnütziger, eingetragener Verein gegründet, bezog das Nachbarschaftsheim Steglitz im selben Jahr eine Etage des ältesten Profanbaus des ehemaligen Bezirks, dem Carstenn-Schlösschen genannten Gutshaus Lichterfelde.
Mit Beginn der 70er Jahre nutzte die Einrichtung das gesamte Gebäude und profilierte sich als sozialkulturelles Zentrum für die Nachbarschaft. Die sozialpolitische Intention der Satzung fand ihren Ausdruck in einem mitbestimmten Unternehmensmodell und in der autonomen Gestaltung unterschiedlicher sozialer Arbeitsfelder.
Nach einer Umstrukturierung der Einrichtung im Jahr 1982 waren dem Nachbarschaftsheim eine Kindertagesstätte als Halbtagseinrichtung sowie ein Schülerhort angeschlossen.
Zu den weiteren Arbeitsfeldern gehörte:
- Arbeit mit alten Menschen
- Beratung und Information
- Historische Arbeitsgruppe & archäologische Sammlung

Im Jahre 1999 stellte das Nachbarschaftsheim Steglitz seine Arbeit ein, die es aufgrund von geringeren Zuschüssen des Landes Berlin nicht weiter fortsetzen konnte.
Die vorhandene Infrastruktur (Gebäude und Einrichtung) wurde noch im selben Jahr durch den Nachbarschaftsverein Lankwitz e. V. (seit 2001: Stadtteilzentrum Steglitz e. V.) übernommen, verändert und weiter ausgebaut.